# Johanniter-Unfall-Hilfe in Österreich
Die Johanniter-Unfall-Hilfe in Österreich (kurz JUH oder JUHÖ) ist eine österreichische Hilfsorganisation mit Sitz in Wien sowie Geschäftsstellen in Innsbruck, Orth an der Donau, Patergassen sowie Waidhofen an der Ybbs. Die JUHÖ ist ein Ordenswerk des Johanniterordens. Sie ist daher als evangelische Organisation Mitglied der Diakonie Österreich. Ihr Angebot reicht von Erste-Hilfe-Kursangeboten über Katastrophenhilfe bis hin zur Bereitstellung eines Pflegenotdienstes. Einen großen Tätigkeitsbereich der Johanniter bildet der Rettungsdienst und Krankentransport. So wurden 2022 bundesweit über 95.000 Krankentransporte und 36.000 Rettungs- und Notarzteinsätze abgewickelt. Die Mitarbeiter sind neben ehrenamtlichen Helfern regelmäßig rotierend Zivildiener sowie hauptberufliche Mitarbeiter.

## Geschichte
Die Johanniter-Unfall-Hilfe in Österreich wurde am 21. Juni 1974 in Wien auf Initiative österreichischer Ordensmitglieder des deutschen Johanniterordens gegründet. Sie begann mit wenigen ehrenamtlichen Mitgliedern und einem von den deutschen Johannitern gespendeten Krankentransportwagen. Dieser wurde zu Beginn über die Leitstelle des Roten Kreuzes disponiert und fand seinen anfänglichen Standort im Evangelischen Krankenhaus Wien.
1978 wurde der Bereich Tirol (Dienststelle Innsbruck) gegründet. Hier lag der Fokus anfangs auf Hauskrankenpflege und dem Behinderten- und Schülertransport und wurde später um den Rettungsdienst erweitert.
1980 wurde in der Herbeckstraße 39 in Wien-Währing die österreichweit erste eigene Rettungsstation der Johanniter gegründet, zwei Jahre später folgte die erste Rettungsstation in Innsbruck. Zu diesem Zeitpunkt betrieben die Johanniter in Wien vier Krankentransportfahrzeuge und in Innsbruck mobile Hauskrankenpflege sowie Behindertenfahrdienst. Im Jahr 1983 wurde die Rettungsstation in Patergassen (Kärnten) gegründet, welche insbesondere ein Sommer- und Wintertourismusgebiet um die Turracher Höhe umfasst.
Seit 1987 werden im Auftrag des Transplantationszentrums des Wiener AKHs Organtransporte vom Wiener Raum ausgehend durchgeführt. Die Organe werden durch Eurotransplant vermittelt.
Ende der 1990er-Jahre wurde das Angebot der Johanniter erweitert: Seit 1997 wird ein Hausnotruf angeboten und 1998 startete der bis heute bestehende Akutpflegedienst (Pflegenotdienst).
Im Jahr 2006 wurde aufgrund des stetigen Wachstums der Organisation die zweite Wiener Rettungsstation in Wien-Floridsdorf eröffnet, welche unter anderem ein Ausbildungszentrum mit zahlreichen Lehrsälen umfasst und später baulich erweitert wurde.
Seit 2007 betreiben die Johanniter mit der Dienststelle in Orth an der Donau auch eine Rettungsstation im niederösterreichischen Raum.
Die neueste Dienststelle befindet sich seit 2010 in Waidhofen an der Ybbs, wo ein mobiles Palliativteam sich der Pflege chronisch bzw. unheilbar kranker Personen widmet.
2016 wurde die Johanniter Residenz Schichtgründe in Wien-Floridsdorf eröffnet. Hier stehen 53 barrierefreie Mietwohnungen zur Verfügung, welche unter anderem mit einem Hausnotruf ausgestattet sind. Das Angebot richtet sich an Menschen, die für den Fall einer Krankheit, Behinderung oder Pflegebedürftigkeit vorsorgen möchten. Es handelt sich um kein Pflegeheim. Viel mehr geht es hierbei um das Zusammenfinden von Menschen mit ähnlichen Bedürfnissen, zum Plaudern oder für gemeinsame Aktivitäten. Im Bedarfsfall steht ein Conciergeservice zur Verfügung, welcher etwa Pflege- und Betreuungsdienste, Krankentransporte oder akute medizinische Hilfe organisieren kann.
Im Juni 2020 wurde der Wiener Bereich um einen weiteren Standort in der Josef-Brazdovics-Straße in Wien-Floridsdorf erweitert, um der weiter wachsenden Forschungsabteilung der Johanniter mehr Platz zu bieten.
Im Rahmen der COVID-19-Pandemie in Österreich unterstützten die Johanniter im Laufe des Jahres 2020 die Gesundheitsbehörden insbesondere beim Mobile Home Sampling Vienna (MHSV), also der mobilen Gewinnung von Abstrichproben für die Durchführung eines PCR-Tests, und bei den Corona-Massentestungen im Dezember 2020. Ab März 2021 betreuten die Johanniter im Rahmen der Pandemie mehrere Impfstraßen zur COVID-Impfung, darunter auch die Impfstraße im Austria Center Vienna, und in den Sommermonaten das Impfboot an der Alten Donau.

## Aufbau und Struktur
Die Organe der JUHÖ sind:
- Die Generalversammlung
- Das Präsidium
- Das Kontrollorgan
- Das Schiedsgericht

Der Generalversammlung obliegt unter anderem die Abänderung der Vereinsstatuten, die Entgegennahme und Genehmigung des Rechenschaftsberichtes und des Rechnungsabschlusses nach Anhören des Kontrollorgans sowie die Bestellung bzw. Enthebung von Mitgliedern des Präsidiums und des Kontrollorgans.
Das Präsidium wird auf Basis eines Wahlvorschlages alle vier Jahre von der Generalversammlung gewählt. Den Statuten des Vereins entsprechend müssen Präsident und Vizepräsident Mitglied des Ordens sein. Unter den sieben weiteren Mitgliedern des Präsidiums soll ein Arzt, ein Pfarrer sowie je ein Fachmann für Ausbildungsfragen und für wirtschaftliche Fragen sein. Das Präsidium trifft die Grundentscheidungen der Verbandspolitik, vertritt den Verein nach außen und kontrolliert die Geschäftsführung auf Bundes- und Landesebene. Alle Mitglieder des Präsidiums sind ehrenamtlich tätig.
Das Kontrollorgan hat vor allem die Aufgabe der laufenden Kontrolle der finanziellen Gebarung sowie des jährlichen Rechnungsabschlusses zur Aufgabe. Das Schiedsgericht entscheidet über Streitigkeiten aus dem Vereinsverhältnis.
Die Johanniter-Unfall-Hilfe in Österreich hat zur Erfüllung ihrer statutengemäßen Aufgaben einzelne Gesellschaften gegründet, welchen die Durchführung dieser Aufgaben obliegt:
- Johanniter Kärnten Rettungs- und Einsatzdienste mildtätige GmbH
- Johanniter NÖ-Wien Rettungs- und Einsatzdienste mildtätige GmbH
- Johanniter NÖ-Wien Gesundheits- und soziale Dienste mildtätige GmbH
- Johanniter Tirol Gesundheits- und soziale Dienste mildtätige GmbH
- Johanniter Tirol Rettungs- und Einsatzdienste mildtätige GmbH
- Johanniter Österreich Ausbildung und Forschung gemeinnützige GmbH
- Johanniter Österreich Service gemeinnützige GmbH

Die Johanniter sind weiters Mitglied der internationalen Plattform Johanniter International (JOIN), welche unter anderem 15 Johanniter-Organisationen aus Europa und dem Nahen Osten zusammenschließt und dem Austausch und der Zusammenarbeit der einzelnen Organisationen dient. Hierüber werden unter anderem Austauschdienste für Ehrenamtliche organisiert.

### Bereich Wien

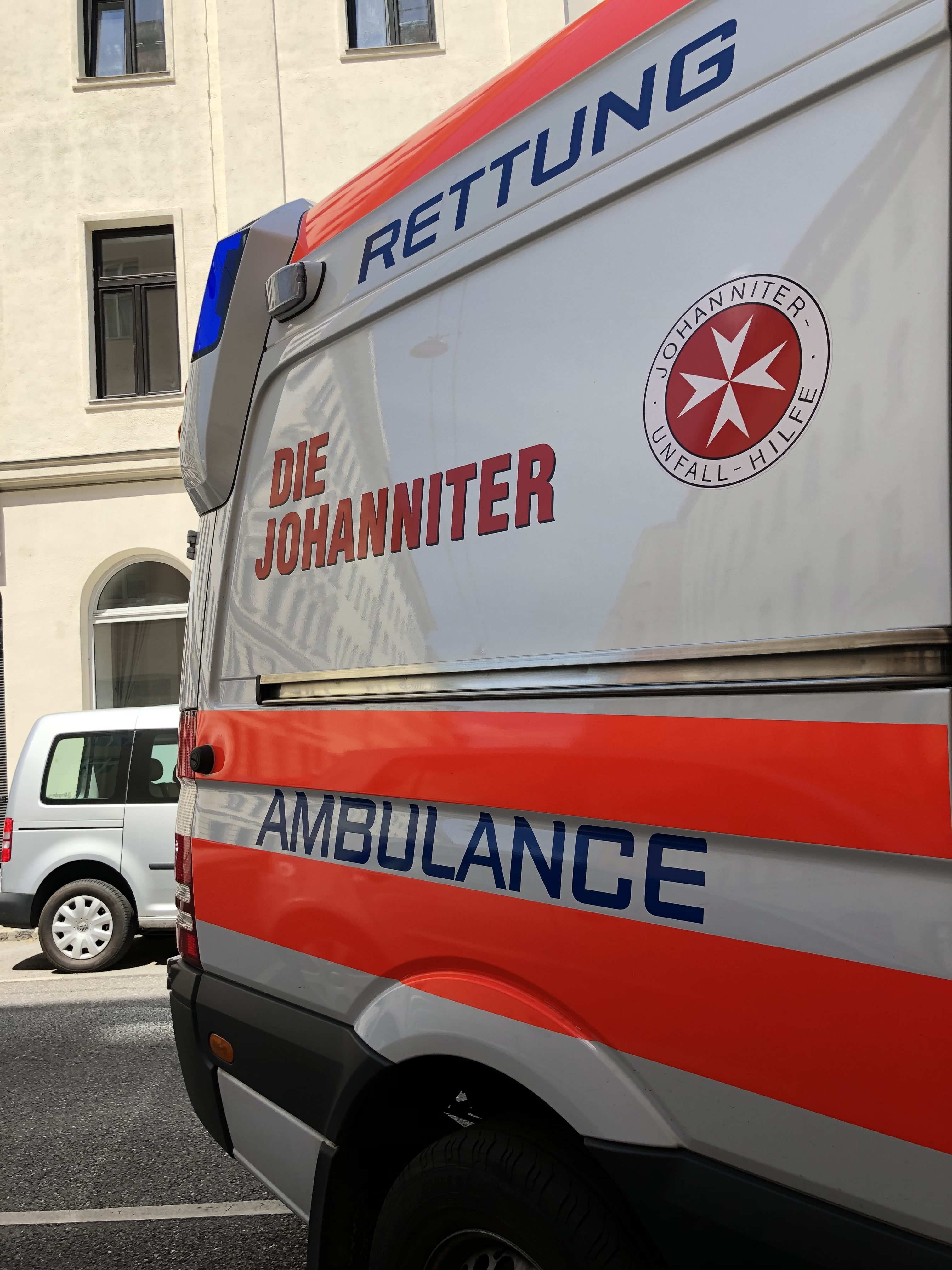
Rettungswagen der Johanniter-Unfall-Hilfe in Wien

Die Johanniter besitzen in Wien zwei Dienststellen:
- Währing, Herbeckstraße 39
- Floridsdorf, Ignaz-Köck-Straße 22

Der Aufgabenbereich der Johanniter in Wien besteht zu einem großen Teil aus dem Rettungs- und Krankentransport. In Wien besitzen die Johanniter drei Rettungswägen sowie 59 Krankentransportfahrzeuge. Die Johanniter sind Mitglied der „4 für Wien“ und arbeiten so mit dem Malteser Hospitaldienst, dem Wiener Roten Kreuz sowie dem Arbeiter-Samariter-Bund eng zusammen. Die Rettungswägen (RTW) werden zusammen mit bis zu acht Notfallkrankenwägen (N-KTW bzw. JOK) exklusiv über die Leitstelle der Berufsrettung Wien disponiert und wickeln Notfalleinsätze im gesamten Wiener Stadtgebiet ab. Gelegentlich befindet sich auch ein ehrenamtlicher Notarztwagen (NAW) im Dienst.
Der Krankentransport der Malteser in Wien wird mehrmals wöchentlich durch die Einsatzzentrale der Johanniter disponiert.
Seit 1998 gibt es in Wien den Akutpflegedienst der Johanniter. Dieser bietet bei Bedarf Unterstützung durch diplomiertes Pflegepersonal, wenn unerwartet und kurzfristig professionelle Pflege benötigt wird. Es können kleinere Interventionen, wie die medizinische Versorgung etwa eines Kolostomas vorgenommen werden, oder aber die weitere Pflege und ärztliche Betreuung organisiert werden. Der Pflegenotdienst wird vom Fonds Soziales Wien und aus Spendengeldern finanziert.
Die Johanniter führen weiters in Wien Organtransporte für das Transplantationszentrum des AKH Wien durch. Es steht hierbei ein ehrenamtliches Team mit drei eigenen Organtransportwägen zur Verfügung. Im Bedarfsfall kann auch zusätzlich auf Krankenwägen aus dem Regeldienst zurückgegriffen werden.
Im Wiener und Kärntner Raum wird ein klassischer Hausnotruf mit Gegensprechfunktion angeboten (Akkon-Tel). In Wien bestehen so über 1.900 Anschlüsse an den Hausnotruf der Johanniter. Weiters wird unter anderem die „demenz.watch“ angeboten, mit welcher demenzkranke Personen bei unabsichtlichem Verlassen des vordefinierten Wohnbereiches getrackt werden können. Im Falle des Verlassens schlägt die Uhr Alarm und die Einsatzzentrale der Johanniter wird verständigt. Daraufhin kann die Person per GPS getrackt, gefunden und mithilfe eines Krankenwagens in ihre gewohnte Umgebung zurückgeführt werden.
Der Katastrophenhilfsdienst (KHD) der Johanniter in Wien hat verschiedene Untergruppen (Sanitätsgruppe, Technikgruppe, Kommunikationsgruppe und Versorgungsgruppe) und kann im Falle von Großschadensereignissen wie etwa Überflutungen, Erdbeben, Murenabgängen oder größeren Unglücksfällen rasche Unterstützung für den Regeldienst bieten. Der Katastrophenhilfsdienst Wien war unter anderem 2013 beim Hochwasser in Orth an der Donau im Einsatz. Der KHD koordiniert ebenso Großambulanzen, wie etwa am Neustifter Kirtag, dem Nationalfeiertag am Heldenplatz oder bei der Fußball-Europameisterschaft 2008.

### Bereich Tirol
Die Dienststelle der Johanniter Tirol befindet sich in Innsbruck und hatte ihren Anfang in der bis heute bestehenden mobilen Hauskrankenpflege. Heutzutage werden von den Johannitern in Tirol neben dem Rettungsdienst vor allem Schüler- und Behindertentransporte durchgeführt. So wurden im Jahr 2022 etwa 8.500 solcher Transporte durchgeführt. Der Fuhrpark der Johanniter in Tirol besteht aus 41 Fahrzeugen, wovon je zwei Rettungswägen ausgestattet sind. Die Notfalleinsätze sowie Krankentransporte werden über die Leitstelle Tirol koordiniert. Wie in Wien werden Erste-Hilfe-Kurse für die breite Bevölkerung angeboten, aber zusätzlich auch Ausbildungen in Pflegeberufen, wie etwa als Heimhilfe, angeboten.

### Bereich Kärnten

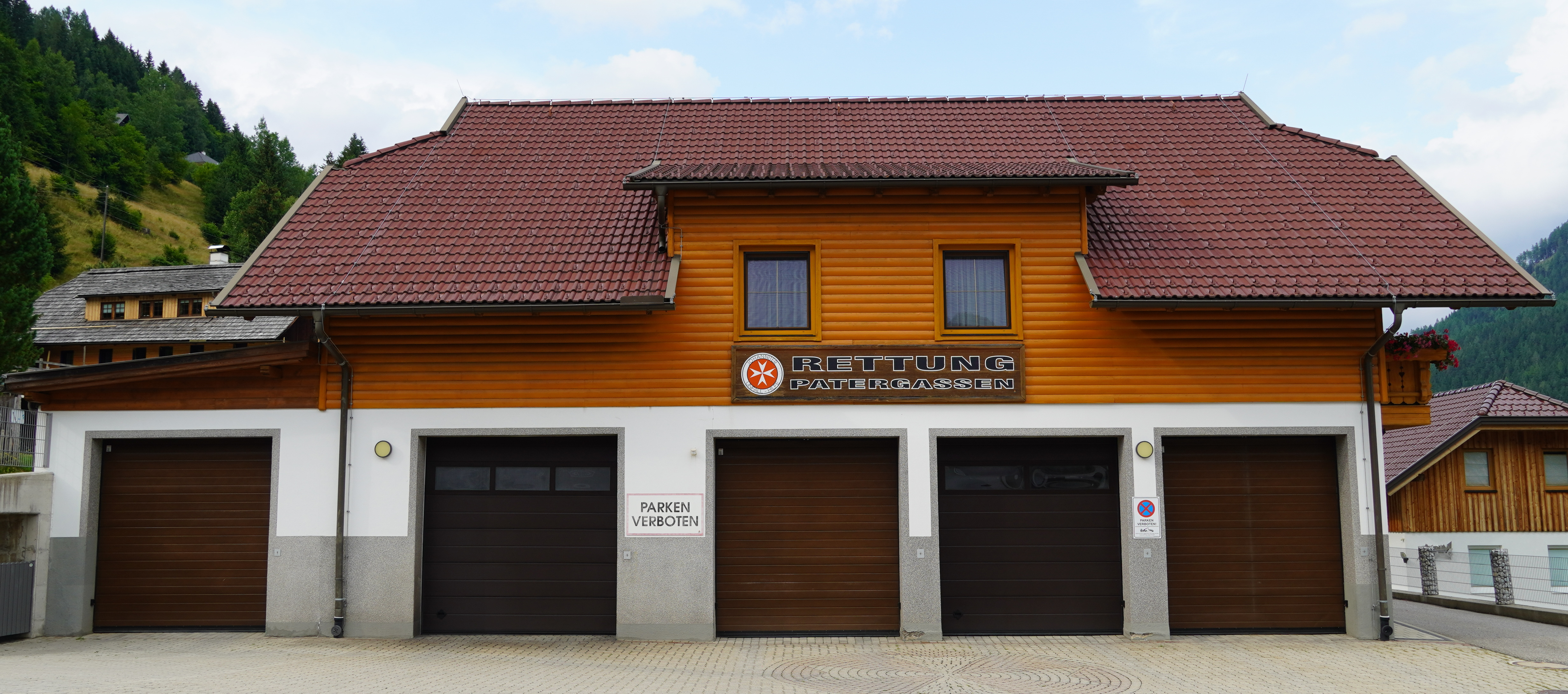
Rettungsstation der Johanniter in Patergassen

Die Johanniter betreiben eine Rettungsstation in Patergassen, wo drei Rettungswägen stationiert sind. Im Einzugsgebiet der Johanniter sind die Gemeinden Bad Kleinkirchheim, Reichenau und Gnesau. Sie übernehmen Sanitätsdienste bei Events, wie etwa dem Open-Air-Festival Wenn die Musi spielt. In Kärnten gibt es eine Jugendgruppe der Johanniter, welche Erste-Hilfe-Kenntnisse erwirbt und sich regelmäßig in Landesjugendwettbewerben misst.

### Bereich Niederösterreich

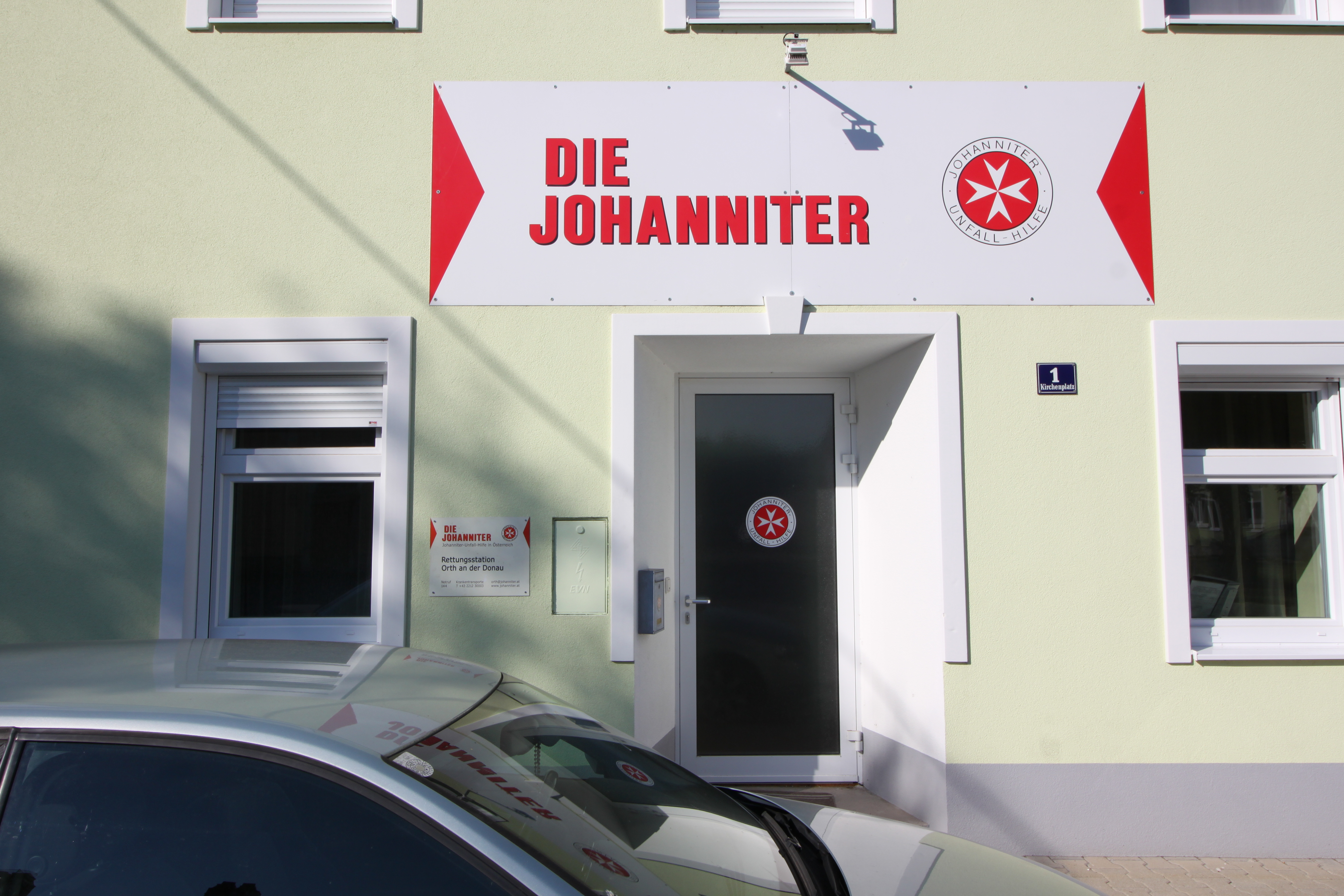
Dienststelle in Orth an der Donau

Die Rettungsstation Orth an der Donau stellt bis zu zwei Rettungswägen an die Leitstelle von Notruf Niederösterreich zur Verfügung und besitzt ebenso einen Behelfskrankentransportwagen (BKTW). Mit diesen Fahrzeugen wurden 2022 über 1.400 Rettungs- und Krankentransporteinsätze im niederösterreichischen Raum abgewickelt.
In Waidhofen an der Ybbs befindet sich ein mobiles Palliativteam der Johanniter. Das mobile Palliativteam besteht aus Arzt, diplomiertem Gesundheits- und Krankenpflegepersonal mit Zusatzausbildung in Palliative Care, einem Sozialarbeiter und einer Assistenz der Teamleitung. Es unterstützt Patienten und ihre Angehörigen, wenn sie aus dem Spital entlassen werden. Hierbei geht es um eine umfassende palliativmedizinische Versorgung, welche unter anderem Symptom- und Schmerzlinderung, Begleitung und Bedarfserhebung erfasst. Die Leistungen des mobilen Palliativteams werden über den niederösterreichischen Gesundheits- und Sozialfonds (NÖGUS) finanziert und sind für die Betroffenen kostenlos.

## Leistungen

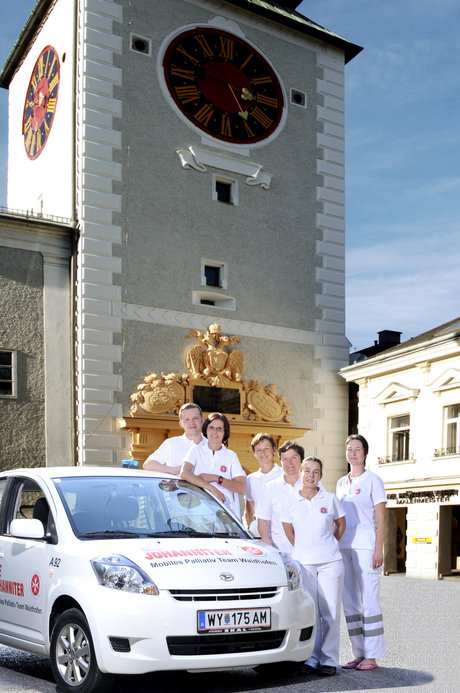
Mobiles Palliativteam der Johanniter in Waidhofen an der Ybbs

Die Leistungen der Johanniter beinhalten unter anderem:
- Rettungs- und Krankentransporte (Wien, Innsbruck, Patergassen, Orth)
- Ambulanz- und Sanitätsdienste (Wien, Innsbruck, Patergassen, Orth)
- Behinderten- und Schülertransporte (Innsbruck)
- Ärztefunkdienst (Wien)
- Organtransport (Wien)
- mobile Hauskrankenpflege (Innsbruck)
- Akutpflegedienst (Wien)

- Katastrophenhilfsdienst (Wien)[34]
- Palliativteam (Waidhofen)[35]
- Hausnotruf (Wien)[36]
- Rettungshundegruppe (Wien, Tirol)[37]
- Aus- und Weiterbildung (Wien, Innsbruck, Patergassen): Erste-Hilfe-Kurse, Ausbildung von Rettungs- und Notfallsanitätern, Fortbildungen, Notarzt-Refresher usw.
- Wohnungslosenhilfe, Wärmestube[38]  und Notschlafstelle für Obdachlose (Wien)[39] mit 562 Schlafplätzen (2022)[3]
- Weihnachtstrucker (Österreichweit)[40]
- Forschung (Wien)[41]